# TT Assen 1984
De TT van Assen 1984 was de achtste Grand Prix van wereldkampioenschap wegrace voor motorfietsen in het seizoen 1984. De races werden verreden op 30 juni 1984 op het vernieuwde TT Circuit in Assen.

## Algemeen
De TT van Assen werd verreden op een vernieuwd 1,5 km korter circuit, met over de volledige lengte nieuw asfalt. Er werd ook een race in de Formula One TT-klasse verreden. De wisselende weersomstandigheden op de racedag zorgden voor wat problemen bij de bandenkeuze, maar het was niet zo erg als tijdens de trainingen, toen het bijna voortdurdend geregend had. Ondanks de kou en de regen waren er 130.000 toeschouwers.

## 500cc-klasse

### De training

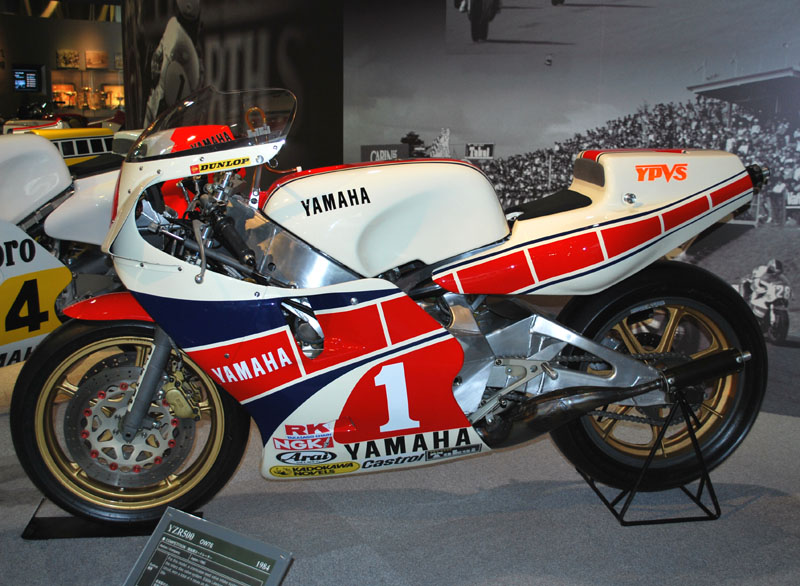
De Yamaha OW 76 in de fabriekskleuren, waarmee Tadahiko Taira in Assen debuteerde.

Op de weinige droge momenten tijdens de trainingen moest Freddie Spencer niet alleen zijn viercilinder Honda NSR 500 afstellen, maar ook nog testwerk verrichten voor Michelin. Toen hij zich begon te realiseren dat hij wellicht beter de driecilinder Honda NS 500 had kunnen inzetten was het te laat en te nat om er nog een tijd mee te zetten. Het resultaat was een vijfde startplaats, 1½ seconde langzamer dan Eddie Lawson en zelfs nog achter Raymond Roche met zijn productie-Honda RS 500 R. Er werd een driecilinder voor Spencer in gereedheid gebracht, maar het aanvullende reglement van de Asser TT verbood het starten met een andersoortige machine dan waarmee was getraind. Tadahiko Taira, de testrijder van Yamaha, debuteerde met de fabrieks-Yamaha OW 76 en reed de tiende tijd, achter Gustav Reiner, die terugkeerde na zijn heupbreuk, maar nog wel veel pijn had. 

#### Trainingstijden
| Pos | Coureur            | Merk                 | Tijd    |
| --- | ------------------ | -------------------- | ------- |
| 1.  | Eddie Lawson       | Marlboro-Yamaha      | 2"15'94 |
| 2.  | Ron Haslam         | HRC-Honda            | 2"16'48 |
| 3.  | Randy Mamola       | HRC-Honda            | 2"16'76 |
| 4.  | Raymond Roche      | Honda                | 2"17'12 |
| 5.  | Freddie Spencer    | HRC-Honda            | 2"17'28 |
| 6.  | Didier de Radigués | Chevallier-ELF-Honda | 2"18'51 |
| 7.  | Barry Sheene       | Heron-Harris-Suzuki  | 2"18'58 |
| 8.  | Wayne Gardner      | Honda                | 2"18'98 |
| 9.  | Gustav Reiner      | Honda                | 2"19'76 |
| 10. | Tadahiko Taira     | Yamaha               | 2"20'84 |

### De race
Hoewel Freddie Spencer tegen zijn zin met zijn viercilinder moest starten, kwam hij na de eerste ronde als eerste door, gevolgd door teamgenoten Ron Haslam en Randy Mamola en ook Raymond Roche en Barry Sheene hielden toen de slecht gestarte Eddie Lawson nog achter zich. Spencer bouwde zelfs een voorsprong op, maar in de derde ronde reed hij ineens langzaam over de baan, het gevolg van een gebroken borgveertje van een bougiekap. Haslam viel ook al snel terug, terwijl Sheene uitviel door een gebroken drijfstang. Op kop ging het nu tussen Mamola en Roche, waar Lawson zich bij aansloot. Het werd een spannend gevecht, waar Lawson zich aanvankelijk niet mee bemoeide. Na het uitvallen van Spencer was zijn wereldtitel dichtbij gekomen en hij had liever de 10 punten voor de derde plaats. Toen het drietal wat uiteengeworpen werd bij het passeren van achterblijvers legde Lawson zich daar definitief bij neer. Hij liet Roche en Mamola gaan. Die bleven met elkaar in gevecht, waarbij Roche duidelijk wat minder topsnelheid had dan de fabrieksmachine van Mamola, maar dat met gewaagde uitremacties weer goedmaakte. In de laatste bocht raakten de stroomlijnkuipen elkaar, maar Mamola ging het eerst over de streep, voor Roche en Lawson. Haslam had intussen vrijwel de hele race eenzaam op de vierde plaats gereden. Wayne Gardner, die tijdens de GP des Nations al veel indruk had gemaakt, werd met de Honda Britain-Honda RS 500 R vijfde. 

#### Uitslag 500cc-klasse
| Pos | Coureur             | Merk                 | Tijd      | Grid | Punten |
| --- | ------------------- | -------------------- | --------- | ---- | ------ |
| 1   | Randy Mamola        | HRC-Honda            | 45"48'88  | 3    | 15     |
| 2   | Raymond Roche       | Honda                | 45"49'16  | 4    | 12     |
| 3   | Eddie Lawson        | Marlboro-Yamaha      | 45"50'86  | 1    | 10     |
| 4   | Ron Haslam          | HRC-Honda            | 46"34'49  | 2    | 8      |
| 5   | Wayne Gardner       | Honda                | 46"51'40  | 8    | 6      |
| 6   | Tadahiko Taira      | Yamaha               | 47"01'44  | 10   | 5      |
| 7   | Gustav Reiner       | Honda                | 47"14'57  | 9    | 4      |
| 8   | Takazumi Katayama   | HRC-Honda            | 47"21'45  | 16   | 3      |
| 9   | Reinhold Roth       | Fath-Honda           | 47"27'22  | 23   | 2      |
| 10  | Eero Hyvärinen      | Suzuki               | 47"34'85  | 14   | 1      |
| 11  | Mark Salle          | Suzuki               | 47"39'64  | 15   |        |
| 12  | Steve Parrish       | Yamaha               | 47"48'79  | 19   |        |
| 13  | Keith Huewen        | Honda                | 47"56'90  | 22   |        |
| 14  | Wolfgang von Muralt | Suzuki               | 48"01'93  | 13   |        |
| 15  | Christian Le Liard  | Chevallier-ELF-Honda | +1 ronde  | 25   |        |
| 16  | Paul Lewis          | Suzuki               | +1 ronde  | 20   |        |
| 17  | Henk de Vries       | Suzuki               | +1 ronde  | 27   |        |
| 18  | Walter Migliorati   | Suzuki               | +1 ronde  | 24   |        |
| 19  | Lorenzo Ghiselli    | Suzuki               | +1 ronde  | 30   |        |
| 20  | Leandro Becheroni   | Suzuki               | +1 ronde  | 34   |        |
| 21  | Brett Hudson        | Suzuki               | +1 ronde  | 32   |        |
| 22  | Maarten Duyzers     | Suzuki               | +1 ronde  | 35   |        |
| 23  | Chris Guy           | Honda                | +2 ronden | 33   |        |

#### Niet gefinisht
| Coureur            | Merk                 | Oorzaak         | Grid |
| ------------------ | -------------------- | --------------- | ---- |
| Henk van der Mark  | SNRT-Honda           |                 | 21   |
| Fabio Biliotti     | Honda                |                 | 37   |
| Sergio Pellandini  | HB-Gallina-Suzuki    | Remmen          | 12   |
| Barry Sheene       | Heron-Harris-Suzuki  | Drijfstang      | 7    |
| Hervé Moineau      | Cagiva               | Versnellingsbak | 17   |
| Didier de Radiguès | Chevallier-ELF-Honda | Vastloper       | 6    |
| Massimo Broccoli   | Honda                |                 | 31   |
| Freddie Spencer    | HRC-Honda            | Ontsteking      | 5    |
| Virginio Ferrari   | Marlboro-Yamaha      |                 | 11   |
| Marco Lucchinelli  | Cagiva               |                 | 36   |
| Klaus Klein        | Suzuki               |                 | 29   |
| Rob Punt           | Suzuki               | Vastloper       | 28   |
| Dave Petersen      | Suzuki               | Val             | 18   |

#### Niet deelgenomen
| Coureur         | Merk              | Oorzaak   |
| --------------- | ----------------- | --------- |
| Boet van Dulmen | Bakker-Suzuki     | Rijverbod |
| Rob McElnea     | Heron-Suzuki      | Blessure  |
| Franco Uncini   | HB-Gallina-Suzuki |           |

### Top tien tussenstand 500cc-klasse
| Pos. | Coureur            | Merk                 | Ptn. |
| ---- | ------------------ | -------------------- | ---- |
| 1    | Eddie Lawson       | Marlboro-Yamaha      | 99   |
| 2    | Freddie Spencer    | HRC-Honda            | 72   |
| 3    | Randy Mamola       | HRC-Honda            | 69   |
| 4    | Raymond Roche      | HRC-Honda / Honda    | 65   |
| 5    | Ron Haslam         | HRC-Honda            | 51   |
| 6    | Barry Sheene       | Heron-Harris-Suzuki  | 26   |
| 7    | Boet van Dulmen    | Bakker-Suzuki        | 19   |
| 8    | Didier de Radiguès | Chevallier-ELF-Honda | 18   |
| 9    | Reinhold Roth      | Fath-Honda           | 14   |
| 9    | Wayne Gardner      | Honda                | 14   |

## 250cc-klasse

### De training
Carlos Lavado voelde zich meteen thuis op het nieuwe circuit van Assen, dat toch al een van zijn favorieten was. Hij was in alle trainingen snel en pakte ook poleposition, voor Guy Bertin, wiens MBA weliswaar snel maar vaak onbetrouwbaar was gebleken. Christian Sarron was ook heel tevreden over het circuit, ondanks zijn vijfde trainingstijd, die hem op de tweede startrij bracht. Hij had dan ook al een comfortabele voorsprong in het wereldkampioenschap, waarin Lavado helemaal geen bedreiging vormde. 

#### Trainingstijden
| Pos | Coureur           | Merk                     | Tijd    |
| --- | ----------------- | ------------------------ | ------- |
| 1.  | Carlos Lavado     | Venemotos-Yamaha         | 2"22'32 |
| 2.  | Guy Bertin        | MBA                      | 2"23'30 |
| 3.  | Manfred Herweh    | Bakker-Real-Rotax        | 2"23'68 |
| 4.  | Wayne Rainey      | Roberts-Marlboro-Yamaha  | 2"23'96 |
| 5.  | Christian Sarron  | Sonauto-Yamaha           | 2"23'96 |
| 6.  | Jacques Cornu     | Bakker-Parisienne-Yamaha | 2"24'05 |
| 7.  | Martin Wimmer     | Yamaha                   | 2"24'16 |
| 8.  | Thierry Espié     | Chevallier-Yamaha        | 2"24'90 |
| 9.  | Stéphane Mertens  | Yamaha                   | 2"24'90 |
| 10. | Patrick Fernandez | Yamaha                   | 2"25'09 |

### De race
Bij de start van de 250cc-race stond iedereen op slicks. Guy Bertin startte als snelste, terwijl Carlos Lavado bijna als laatste van start ging en zijn kansen leek te verspelen. Door een plotselinge regenbui werd de race echter afgevlagd. Bij de herstart was het weliswaar droog, maar opnieuw dreigend. De meeste coureurs kozen opnieuw voor slicks, maar Jacques Bolle, Jacques Cornu, Thierry Espié, Jean-Louis Guignabodet, Manfred Herweh, Toni Mang, Christian Sarron en Mar Schouten kozen voor een intermediate-voorband. Nu had Lavado een betere start, in een groep met August Auinger, Sarron, Herweh, Espié en Andy Watts, die de achtervolging op de nog sneller gestarte Bertin inzette. Cornu had een slechte start, net als Wayne Rainey, die de duwstart maar niet onder de knie kreeg. Auinger sloot als eerste aan bij Bertin, maar viel terug toen het heel even regende. Lavado was toen al bij hem en passeerde hem én Bertin en even later deden Herweh, Sarron en Espié hetzelfde. Lavado hield de leiding zonder moeite, Espié en Sarron vielen uit en Cornu en Herweh vochten uiteindelijk om de tweede plaats, een strijd die Cornu wist te winnen. Hij stak in de Geert Timmer-bocht zijn arm al in de lucht en verklaarde dat dit de mooiste race van zijn leven was.

#### Uitslag 250cc-klasse
| Pos | Coureur                | Merk                     | Tijd      | Grid | Punten |
| --- | ---------------------- | ------------------------ | --------- | ---- | ------ |
| 1   | Carlos Lavado          | Venemotos-Yamaha         | 45"23'27  | 1    | 15     |
| 2   | Jacques Cornu          | Bakker-Parisienne-Yamaha | 45"26'17  | 6    | 12     |
| 3   | Manfred Herweh         | Bakker-Real-Rotax        | 45"27'48  | 3    | 10     |
| 4   | Toni Mang              | HB-Yamaha                | 45"30'47  | 11   | 8      |
| 5   | Guy Bertin             | MBA                      | 45"33'39  | 2    | 6      |
| 6   | Teruo Fukuda           | Yamaha                   | 45"37'73  | 14   | 5      |
| 7   | Siegfried Minich       | Yamaha                   | 46"07'17  | 17   | 4      |
| 8   | Stéphane Mertens       | Yamaha                   | 46"14'28  | 9    | 3      |
| 9   | Andy Watts             | EMC-Rotax                | 46"25'95  | 19   | 2      |
| 10  | Karl-Thomas Grässel    | Fath-Yamaha              | 46"34'19  | 31   | 1      |
| 11  | Patrick Fernandez      | Yamaha                   | 46"34'83  | 10   |        |
| 12  | Wayne Rainey           | Roberts-Marlboro-Yamaha  | 46"39'27  | 4    |        |
| 13  | Harald Eckl            | Rotax                    | 46"42'48  | 23   |        |
| 14  | Jean-Michel Mattioli   | Sonauto-Yamaha           | 46"50'72  | 21   |        |
| 15  | Sito Pons              | JJ Cobas-Rotax           | 46"57'86  | 13   |        |
| 16  | Tony Head              | Rotax                    | 47"04'89  | 25   |        |
| 17  | Cees Doorakkers        | Yamaha                   | 47"29'14  | 28   |        |
| 18  | Peter Looijesteijn     | Rotax                    | 47"46'27  | 20   |        |
| 19  | Tony Rogers            | Armstrong-Rotax          | +1 ronde  | 33   |        |
| 20  | Iván Palazzese         | Venemotos-Yamaha         | +1 ronde  | 22   |        |
| 21  | Jean-Louis Guignabodet | Yamaha                   | +1 ronde  | 35   |        |
| 22  | Mar Schouten           | Yamaha                   | +1 ronde  | 26   |        |
| 23  | Martin Wimmer          | Yamaha                   | +2 ronden | 7    |        |

#### Niet gekwalificeerd
| Coureur         | Merk           | Oorzaak |
| --------------- | -------------- | ------- |
| Carlos Cardús   | JJ Cobas-Rotax | Defect  |
| Mario Rademeyer | Yamaha         | Defect  |

#### Niet gefinisht
| Coureur             | Merk                    | Oorzaak | Grid |
| ------------------- | ----------------------- | ------- | ---- |
| Christian Sarron    | Yamaha                  | Rem     | 5    |
| Alan Carter         | Roberts-Marlboro-Yamaha |         | 34   |
| Michel Siméon       | Honda                   |         | 36   |
| Thierry Espié       | Chevallier-Yamaha       |         | 8    |
| Roland Freymond     | Honda                   | Val     | 29   |
| Hans Becker         | Yamaha                  |         | 24   |
| Jacques Bolle       | Pernod                  |         | 32   |
| Thierry Rapicault   | Yamaha                  |         | 27   |
| Richard Hubin       | Yamaha                  |         | 18   |
| August Auinger      | Yamaha                  |         | 16   |
| Jean-François Baldé | Pernod                  | Val     | 12   |
| Donnie McLeod       | Yamaha                  |         | 15   |
| René Delaby         | Yamaha                  |         | 30   |

#### Niet deelgenomen
| Coureur         | Merk   | Oorzaak |
| --------------- | ------ | ------- |
| Fausto Ricci    | Yamaha |         |
| Maurizio Vitali | MBA    |         |

### Top tien tussenstand 250cc-klasse
| Pos. | Coureur           | Merk                     | Ptn. |
| ---- | ----------------- | ------------------------ | ---- |
| 1    | Christian Sarron  | Sonauto-Yamaha           | 72   |
| 2    | Manfred Herweh    | Bakker-Real-Rotax        | 55   |
| 3    | Toni Mang         | HB-Yamaha                | 54   |
| 4    | Carlos Lavado     | Venemotos-Yamaha         | 51   |
| 5    | Sito Pons         | JJ Cobas-Rotax           | 41   |
| 6    | Jacques Cornu     | Bakker-Parisienne-Yamaha | 38   |
| 7    | Martin Wimmer     | Yamaha                   | 33   |
| 8    | Wayne Rainey      | Roberts-Marlboro-Yamaha  | 29   |
| 9    | Alan Carter       | Roberts-Marlboro-Yamaha  | 17   |
| 10   | Patrick Fernandez | Yamaha                   | 16   |

## 125cc-klasse

### De training
Er was Ángel Nieto veel aan gelegen zijn teamgenoot Fausto Gresini goed te laten presteren. Hij nam hem tijdens de trainingen regelmatig op sleeptouw om hem zo de ideale lijn te leren. Zoals gebruikelijk bekommerde hij zichzelf niet al te veel om een startpositie. Zijn derde startplaats was een van de beste van het seizoen, maar hij gaf meer dan een seconde toe op August Auinger. 

#### Trainingstijden
| Pos | Coureur            | Merk       | Tijd    |
| --- | ------------------ | ---------- | ------- |
| 1.  | August Auinger     | Bartol-MBA | 2"29'89 |
| 2.  | Eugenio Lazzarini  | Garelli    | 2"30'29 |
| 3.  | Ángel Nieto        | Garelli    | 2"31'00 |
| 4.  | Maurizio Vitali    | MBA        | 2"31'32 |
| 5.  | Fausto Gresini     | Garelli    | 2"31'57 |
| 6.  | Bruno Kneubühler   | MBA        | 2"31'78 |
| 7.  | Hans Müller        | MBA        | 2"31'88 |
| 8.  | Jean-Claude Selini | MBA        | 2"32'16 |
| 9.  | Luca Cadalora      | MBA        | 2"32'31 |
| 10. | Lucio Pietroniro   | MBA        | 2"32'52 |

### De race
Hans Müller mocht van Ángel Nieto twee ronden op kop rijden van een groep met Eugenio Lazzarini, Fausto Gresini, Maurizio Vitali en August Auinger. Toen nam Nieto de leiding over, als een soort moedereend steeds omkijkend waar teamgenoten Gresini en Lazzarini bleven. De overige rijders werden lang geduld, maar Nieto was zoals altijd de regisseur. Hij stuurde Gresini voorop en liet hem enkele tientallen meters voorsprong nemen. Tot vervelens toe ging Nieto rechtop zitten, omkijken en aanwijzingen geven aan zijn team. Het was voor iedereen duidelijk dat hij zelf gemakkelijk weg kon lopen, maar Nieto stond er nu eenmaal op de schijn van een spannende race op te houden. In de vierde ronde viel Gresini echter. Vitali mocht nog even aan de leiding rijden, tot Nieto het genoeg vond en er samen met Lazzarini vandoor ging. Lazzarini mocht op kop, maar zat al achterom te kijken in de wetenschap dat hij zijn toprijder voor zou moeten laten. Müller wist toch nog derde te worden, nadat Vitali was uitgevallen.

#### Uitslag 125cc-klasse
| Pos | Coureur            | Merk       | Tijd     | Grid | Punten |
| --- | ------------------ | ---------- | -------- | ---- | ------ |
| 1   | Ángel Nieto        | Garelli    | 40"42'89 | 3    | 15     |
| 2   | Eugenio Lazzarini  | Garelli    | 40"42'99 | 2    | 12     |
| 3   | Hans Müller        | MBA        | 40"50'97 | 7    | 10     |
| 4   | Jean-Claude Selini | MBA        | 41"00'88 | 8    | 8      |
| 5   | Stefano Caracchi   | MBA        | 41"03'17 | 11   | 6      |
| 6   | August Auinger     | Bartol-MBA | 41"07'89 | 1    | 5      |
| 7   | Bruno Kneubühler   | MBA        | 41"26'49 | 6    | 4      |
| 8   | Henk van Kessel    | MBA        | 41"27'71 | 19   | 3      |
| 9   | Neil Robinson      | MBA        | 41"42'28 | 22   | 2      |
| 10  | Anton Straver      | MBA        | 41"43'76 | 20   | 1      |
| 11  | Ton Spek           | MBA        | 41"44'32 | 18   |        |
| 12  | Alfred Waibel      | Waibel     | 41"44'63 | 16   |        |
| 13  | Gerhard Waibel     | Real       | 41"55'36 | 15   |        |
| 14  | Willy Pérez        | MBA        | 42"03'15 | 25   |        |
| 15  | Olivier Liegeois   | MBA        | 42"18'18 | 23   |        |
| 16  | Jussi Hautanimi    | MBA        | 42"31'07 | 30   |        |
| 17  | Peter Balaz        | MBA        | 42"40'35 | 32   |        |
| 18  | Helmut Lichtenberg | MBA        | 42"40'56 | 28   |        |
| 19  | Jan Eggens         | EGA        | 42"49'70 | 27   |        |
| 20  | Tony Smith         | Casal      | 42"56'38 | 26   |        |
| 21  | Jacky Hutteau      | MBA        | 43"31'97 | 35   |        |
| 22  | Alois Pavlic       | MBA        | +1 ronde | 33   |        |
| 23  | Hubert Abold       | MBA        | +1 ronde | 21   |        |

#### Niet gefinisht
| Coureur          | Merk      | Oorzaak       | Grid |
| ---------------- | --------- | ------------- | ---- |
| Fausto Gresini   | Garelli   | Val           | 5    |
| Lucio Pietroniro | MBA       | Val           | 10   |
| Maurizio Vitali  | MBA       | Lekkage       | 4    |
| Luca Cadalora    | MBA       | Val           | 9    |
| Erich Klein      | MBA       |               | 13   |
| Håkan Olsson     | Starol    |               | 17   |
| Johnny Wickström | MBA       | Ontsteking    | 12   |
| Willem Heykoop   | Sanvenero | Motor         | 24   |
| Willy Hupperich  | MBA       |               | 31   |
| Ezio Gianola     | MBA       |               | 14   |
| Boy van Erp      | MBA       | Ontsteking    | 34   |
| Martin van Soest | MBA       | Big-end lager | 29   |
| Peter Sommer     | MBA       |               | 36   |

#### Niet deelgenomen
| Coureur            | Merk | Oorzaak |
| ------------------ | ---- | ------- |
| Giuseppe Ascareggi | MBA  |         |
| Domenico Brigaglia | MBA  |         |

### Top tien tussenstand 125cc-klasse
| Pos. | Coureur            | Merk        | Ptn. |
| ---- | ------------------ | ----------- | ---- |
| 1    | Ángel Nieto        | Garelli     | 75   |
| 2    | Eugenio Lazzarini  | Garelli     | 56   |
| 3    | Hans Müller        | MBA         | 27   |
| 4    | Stefano Caracchi   | MBA         | 22   |
| 5    | August Auinger     | Bartol-MBA  | 21   |
| 5    | Jean-Claude Selini | MBA         | 21   |
| 7    | Bruno Kneubühler   | MBA         | 19   |
| 8    | Luca Cadalora      | MBA         | 18   |
| 9    | Maurizio Vitali    | MBA         | 16   |
| 9    | Fausto Gresini     | MBA/Garelli | 16   |

## 80cc-klasse

### De training
De coureurs reden hun verkenningsronden op woensdag voor de race op een droge baan. Ze zetten natuurlijk nog niet hun beste tijden, maar door de regen op donderdag en vrijdag konden ze die bijna niet meer verbeteren. Dat was ook een probleem voor bandenleverancier Michelin, want men kon niet beoordelen hoe de banden zich zouden gedragen op het nieuwe Drentse asfalt als het droog was. In de laatste training op vrijdag droogde de baan pas op en het leek erop dat Hans Spaan met de reserve-HuVo-Casal van Pier Paolo Bianchi de snelste tijd had, maar op het laatste moment reed Stefan Dörflinger 0,9 seconde sneller. Naast zijn Zündapp stonden er drie HuVo-machines op de eerste startrij. 

#### Trainingstijden
| Pos | Coureur             | Merk                | Tijd    |
| --- | ------------------- | ------------------- | ------- |
| 1.  | Stefan Dörflinger   | Krauser-LCR-Zündapp | 2"42'03 |
| 2.  | Hans Spaan          | HuVo-Casal          | 2"42'94 |
| 3.  | Willem Heykoop      | HuVo-Casal          | 2"44'53 |
| 4.  | Pier Paolo Bianchi  | HuVo-Casal          | 2"44'82 |
| 5.  | Jorge Martínez      | Derbi               | 2"45'80 |
| 6.  | Gerhard Waibel      | Seel                | 2"46'74 |
| 7.  | Hans Müller         | Bakker-Sachs        | 2"48'16 |
| 8.  | Theo Timmer         | HuVo-Casal          | 2"50'04 |
| 9.  | George Looijesteijn | HuVo-Casal          | 2"50'05 |
| 10. | Hubert Abold        | Krauser-LCR-Zündapp | 2"50'35 |

### De race
Hans Spaan had tijdens de Joegoslavische Grand Prix nog teruggegrepen op zijn oude Kreidler, die sneller was dan zijn productie-HuVo-Casal. Voor de TT van Assen kreeg hij een fabrieks-HuVo, maar wel met een duidelijke opdracht: als Pier Paolo Bianchi op kop reed moest hij erachter blijven. Als dat niet zo was mocht hij zijn gang gaan. Stefan Dörflinger startte als snelste, achternagezeten door Willem Heykoop. Bianchi, Spaan en Jorge Martínez startten niet zo goed, maar na een ronde sloten ze aan bij Heykoop, terwijl Dörflinger al een kleine voorsprong had genomen. Bianchi en Spaan wisten het gat echter te dichten. Volgens afspraak bleef Spaan achter Bianchi rijden en toen Dörflinger's ontsteking de geest gaf moest Spaan Bianchi blijven volgen, hoewel het duidelijk was dat hij eigenlijk sneller kon. Martinez sloot echter aan met Hubert Abold, Gerhard Waibel Hans Müller en George Looijesteijn in zijn kielzog. Toen Martínez de kop overnam volgde Spaan hem, maar hij durfde hem niet in te halen. Het was voor het team beter als Bianchi tweede zou worden, nu Dörflinger uitgevallen was. Maar de rondetijden van Martínez en Spaan waren seconden sneller dan die van Bianchi en ze reden samen de snelste ronde. Drie ronden voor het einde begon Bianchi echter posities te verliezen door een gescheurde uitlaat en toen kreeg Spaan het pitsignaal "GA". Heel even passeerde hij Martínez, maar die duldde dat maar een halve ronde. Hij won de race vlak voor Spaan, met op twintig seconden achterstand Hubert Abold. Spaan had in het begin van de race veel tijd verloren door achter Bianchi te blijven. Als hij vanaf het begin zijn eigen tempo had gereden had hij de race waarschijnlijk gewonnen. 

#### Uitslag 80cc-klasse
| Pos | Coureur             | Merk                | Tijd      | Grid | Punten |
| --- | ------------------- | ------------------- | --------- | ---- | ------ |
| 1   | Jorge Martínez      | Derbi               | 32"30'80  | 5    | 15     |
| 2   | Hans Spaan          | HuVo-Casal          | 32"30'96  | 2    | 12     |
| 3   | Hubert Abold        | Krauser-LCR-Zündapp | 32"50'34  | 10   | 10     |
| 4   | Gerhard Waibel      | Real                | 33"03'37  | 6    | 8      |
| 5   | Willem Heykoop      | HuVo-Casal          | 33"05'36  | 3    | 6      |
| 6   | Pier Paolo Bianchi  | HuVo-Casal          | 33"09'19  | 4    | 5      |
| 7   | George Looijesteijn | Casal               | 33"50'71  | 9    | 4      |
| 8   | Hans Müller         | Bakker-Sachs        | 33"50'72  | 7    | 3      |
| 9   | Theo Timmer         | Casal               | 33"51'17  | 8    | 2      |
| 10  | Paul Rimmelzwaan    | Harmsen             | 34"14'96  | 11   | 1      |
| 11  | Zdravko Matulja     | Tomos               | 34"33'40  | 19   |        |
| 12  | Hans Koopman        | Kreidler            | 34"41'97  | 13   |        |
| 13  | Bertus Grinwis      | Casal               | 34"42'16  | 18   |        |
| 14  | Bernd Rossbach      | Casal               | 34"42'73  | 22   |        |
| 15  | Aad Wijsman         | Harmsen             | 34"57'66  | 14   |        |
| 16  | Jos van Dongen      | Sachs               | 35"14'61  | 25   |        |
| 17  | Bert Smit           | BZ                  | 35"26'71  | 16   |        |
| 18  | Johann Auer         | Eberhardt           | +1 ronde  | 21   |        |
| 19  | Chris Baert         | Eberhardt           | +1 ronde  | 15   |        |
| 20  | Serge Julin         | HuVo-Casal          | +1 ronde  | 12   |        |
| 21  | Eico Rispens        | Ripens              | +1 ronde  | 23   |        |
| 22  | Reiner Koster       | Casal               | +1 ronde  | 30   |        |
| 23  | Günter Schirnhofer  | Honda               | +1 ronde  | 28   |        |
| 24  | Mika-Sakari Komu    | Eberhardt           | +2 ronden | 31   |        |
| 25  | Inge Arends         | Jas                 | +2 ronden | 32   |        |

#### Niet gefinisht
| Coureur            | Merk                | Oorzaak    | Grid |
| ------------------ | ------------------- | ---------- | ---- |
| Stefan Dörflinger  | Krauser-LCR-Zündapp | Ontsteking | 1    |
| Gerhard Bauer      | Ziegler             |            | 24   |
| Otto Machinek      | Kreidler            |            | 20   |
| Rainer Kunz        | FKN                 |            | 17   |
| Hans-Jürgen Hummel | Hummel              |            | 26   |
| Thomas Engl        | Sachs               |            | 29   |

#### Niet deelgenomen
| Coureur           | Merk    | Oorzaak  |
| ----------------- | ------- | -------- |
| Reiner Scheidauer | Seel    |          |
| Claudio Granata   | Garelli | Blessure |

### Top tien tussenstand 80cc-klasse
| Pos. | Coureur             | Merk                                        | Ptn. |
| ---- | ------------------- | ------------------------------------------- | ---- |
| 1    | Stefan Dörflinger   | Krauser-LCR-Zündapp                         | 61   |
| 2    | Hubert Abold        | Krauser-Bakker-Zündapp/ Krauser-LCR-Zündapp | 60   |
| 3    | Pier Paolo Bianchi  | HuVo-Casal                                  | 55   |
| 4    | Gerhard Waibel      | Seel                                        | 42   |
| 5    | Jorge Martínez      | Derbi                                       | 38   |
| 6    | Hans Spaan          | HuVo-Casal/ Kreidler                        | 37   |
| 7    | Willem Heykoop      | HuVo-Casal                                  | 21   |
| 8    | Hans Müller         | Sachs/Bakker-Sachs                          | 16   |
| 8    | George Looijesteijn | HuVo-Casal                                  | 16   |
| 10   | Henk van Kessel     | HuVo-Casal                                  | 12   |

## Zijspanklasse

### De training
Egbert Streuer/Bernard Schnieders hadden lang de snelste trainingstijd, maar op het laatste moment reden Rolf Biland/Kurt Waltisperg 0,2 seconde sneller. Het was toen al duidelijk dat de race tussen Streuer en Biland zou gaan, want Alain Michel was al een seconde langzamer en Werner Schwärzel's vierde tijd was al vier seconden langzamer. 

#### Trainingstijden
| Pos | Coureur          | Bakkenist          | Merk               | Tijd    |
| --- | ---------------- | ------------------ | ------------------ | ------- |
| 1.  | Rolf Biland      | Kurt Waltisperg    | Krauser-LCR-Yamaha | 2"20'69 |
| 2.  | Egbert Streuer   | Bernard Schnieders | LCR-Yamaha         | 2"20'96 |
| 3.  | Alain Michel     | Jean-Marc Fresc    | Krauser-LCR-Yamaha | 2"21'81 |
| 4.  | Werner Schwärzel | Andreas Huber      | Krauser-LCR-Yamaha | 2"25'01 |
| 5.  | Alfred Zurbrügg  | Martin Zurbügg     | LCR-Yamaha         | 2"25'39 |
| 6.  | Markus Egloff    | Urs Egloff         | LCR-Yamaha         | 2"26'87 |
| 7.  | Derek Bayley     | Brian Nixon        | LCR-Yamaha         | 2"27'19 |
| 8.  | Derek Jones      | Brian Ayres        | LCR-Yamaha         | 2"27'51 |
| 9.  | Rolf Steinhausen | Wolfgang Kalauch   | Busch-Yamaha       | 2"27'98 |
| 10. | Hans Hügli       | Andreas Schütz     | LCR-Yamaha         | 2"28'22 |

### De race
Er was niet veel spanning in de zijspanrace in Assen. Egbert Streuer en Bernard Schnieders wilden graag voor het eerst hun thuisrace winnen, maar geen onnodige risico's nemen. Ze gingen de strijd aan met de snel gestarte combinatie van Rolf Biland en Kurt Waltisperg, die geen bedreiging in het wereldkampioenschap vormde. Dat deed Alain Michel wel, maar toen die na een aanrijding met een andere combinatie langs de kant stond, hoefde Streuer niet meer te winnen. Hij bleef met Biland vechten en nam zelfs de leiding in de race, maar toen het nat begon te worden liet hij Biland op kop rijden. Na het opdrogen van de baan sloot Streuer weer aan, maar tijdens de tweede regenbui haakte hij definitief af. 

#### Uitslag zijspanklasse
| Pos | Coureur              | Bakkenist          | Merk               | Tijd      | Grid | Punten |
| --- | -------------------- | ------------------ | ------------------ | --------- | ---- | ------ |
| 1   | Rolf Biland          | Kurt Waltisperg    | Krauser-LCR-Yamaha | 38"44'58  | 1    | 15     |
| 2   | Egbert Streuer       | Bernard Schnieders | LCR-Yamaha         | 38"46'11  | 2    | 12     |
| 3   | Werner Schwärzel     | Andreas Huber      | Krauser-LCR-Yamaha | 39"29'45  | 4    | 10     |
| 4   | Steve Abbott         | Shaun Smith        | Windle-Yamaha      |           |      | 8      |
| 5   | Markus Egloff        | Urs Egloff         | LCR-Yamaha         |           | 6    | 6      |
| 6   | Dennis Bingham       | Julia Bingham      | LCR-Yamaha         |           |      | 5      |
| 7   | Alfred Zurbrügg      | Martin Zurbrügg    | LCR-Yamaha         |           | 5    | 4      |
| 8   | Masato Kumano        | Helmut Diehl       | LCR-Yamaha         |           |      | 3      |
| 9   | Hansruedi Christinat | Markus Fährni      | LCR-Yamaha         |           |      | 2      |
| 10  | Graham Gleeson       | Kurt Rothenbühler  | Windle-Yamaha      |           |      | 1      |
| 11  | Steve Webster        | Tony Hewitt        | LCR-Yamaha         | +4 ronden |      |        |

#### Niet gekwalificeerd
| Coureur     | Bakkenist              | Merk        | Grid |
| ----------- | ---------------------- | ----------- | ---- |
| Jos Modder  | Martin van 't Klooster | LCR-Yamaha  | 22   |
| Martin Kooy | Raimond van der Groep  | Kova-Yamaha | 24   |

#### Niet gefinisht
| Coureur          | Bakkenist        | Merk               | Oorzaak    | Grid |
| ---------------- | ---------------- | ------------------ | ---------- | ---- |
| Alain Michel     | Jean-Marc Fresc  | Krauser-LCR-Yamaha | Aanrijding | 3    |
| Theo van Kempen  | Geral de Haas    | LCR-Yamaha         | Ongeval    | 13   |
| Rolf Steinhausen | Wolfgang Kalauch | Busch-Yamaha       |            | 9    |
| Derek Jones      | Brian Ayres      | LCR-Yamaha         | Motor      | 8    |

#### Niet gestart
| Coureur       | Bakkenist       | Merk       | Oorzaak   | Grid |
| ------------- | --------------- | ---------- | --------- | ---- |
| Hein van Drie | William van Dis | LCR-Yamaha | Blessures | 11   |

### Top tien tussenstand zijspanklasse
| Pos. | Coureur          | Bakkenist          | Merk               | Ptn. |
| ---- | ---------------- | ------------------ | ------------------ | ---- |
| 1    | Egbert Streuer   | Bernard Schnieders | LCR-Yamaha         | 52   |
| 2    | Werner Schwärzel | Andreas Huber      | Krauser-LCR-Yamaha | 38   |
| 3    | Alain Michel     | Jean-Marc Fresc    | Krauser-LCR-Yamaha | 32   |
| 4    | Rolf Biland      | Kurt Waltisperg    | Krauser-LCR-Yamaha | 30   |
| 5    | Masato Kumano    | Helmut Diehl       | LCR-Yamaha         | 20   |
| 6    | Steve Abbott     | Shaun Smith        | Windle-Yamaha      | 15   |
| 7    | Derek Jones      | Brian Ayres        | LCR-Yamaha         | 12   |
| 8    | Steve Webster    | Tony Hewitt        | LCR-Yamaha         | 10   |
| 8    | Theo van Kempen  | Geral de Haas      | LCR-Yamaha         | 10   |
| 10   | Alfred Zurbrügg  | Martin Zurbrügg    | LCR-Yamaha         | 8    |

## Formula One TT

### De training
De strijd in de Formula One TT ging feitelijk tussen HRC met Honda VF 750's en Heron-Suzuki dat Suzuki GSX 750's inzette. Heron-Suzuki nam de klasse veel minder serieus dan Honda Britain. Men bouwde zelfs geen frame voor de GSX 750, maar monteerde het blok in het frame van de Suzuki GSX 1000 van 1983. Heron miste ook de geblesseerde Rob McElnea, zodat Mick Grant de klus alleen moest klaren. Hij moest echter al in de training de Honda's van Joey Dunlop en Roger Marshall voor laten gaan. Daarachter mochten de vele privérijders om de plaatsen vechten, waarin Henk van der Mark en Mile Pajic als beste slaagden. Zij wisten coryfeeën als Trevor Nation en Tony Rutter voor te blijven.

#### Trainingstijden
| Pos | Coureur           | Merk                | Tijd    |
| --- | ----------------- | ------------------- | ------- |
| 1.  | Joey Dunlop       | HRC-Honda           | 2"23'96 |
| 2.  | Roger Marshall    | HRC-Honda           | 2"24'58 |
| 3.  | Mick Grant        | Heron-Suzuki        | 2"24'75 |
| 4.  | Henk van der Mark | Bakker-Suzuki       | 2"27'05 |
| 5.  | Mile Pajic        | Horeon-Kawasaki     | 2"29'01 |
| 6.  | Trevor Nation     | Ducati              | 2"29'13 |
| 7.  | Tony Rutter       | Ducati              | 2"29'17 |
| 8.  | Kevin Wrettom     | Kawasaki            | 2"30'42 |
| 9.  | Sergio Bertocchi  | Suzuki              | 2"31'92 |
| 10. | Dirk Brand        | Roadrunner-Kawasaki | 2"32'43 |

### De race
De Honda-coureurs hadden geen echte stalorders, maar teammanager Barry Symmons had hen wel opgedragen tot aan de tankstop bij elkaar te blijven. Dat deden ze ook: Joey Dunlop reed tot dat moment op kop, op enkele meters gevolgd door Roger Marshall. Marshall tankte als eerste, maar ook als snelste, omdat hij tijdens het tanken - tegen de regels in - zijn motor liet lopen. De jury greep echter niet in en zo kreeg hij een voorsprong op Dunlop, die een ronde later tankte. Beiden hadden toen al een grote voorsprong op Mick Grant met de Suzuki. Zo eindigde de race ook, met Marhall als eerste, Dunlop als tweede en Grant als derde. Doordat Dunlop de TT van Man gewonnen had voor Marshall, stonden ze nu samen aan kop van het wereldkampioenschap. 

#### Uitslag Formula One TT
| Pos | Coureur           | Merk            | Tijd       | Grid | Punten |
| --- | ----------------- | --------------- | ---------- | ---- | ------ |
| 1   | Roger Marshall    | HRC-Honda       | 1:00"29'19 | 2    | 15     |
| 2   | Joey Dunlop       | HRC-Honda       | 1:00"42'18 | 1    | 12     |
| 3   | Mick Grant        | Heron-Suzuki    | 1:01"54'41 | 3    | 10     |
| 4   | Mile Pajic        | Horeon-Kawasaki |            | 5    | 8      |
| 5   | Henk van der Mark | Bakker-Suzuki   |            | 4    | 6      |
| 6   | Kevin Wrettom     | Kawasaki        |            | 8    | 5      |
| 7   | Tony Rutter       | Ducati          | +1 ronde   | 7    | 4      |
| 8   | Andy McGladdery   | Kawasaki        | +1 ronde   |      | 3      |
| 9   | Sergio Bertocchi  | Suzuki          | +1 ronde   | 9    | 2      |
| 10  | Asa Moyce         | Harris          | +1 ronde   |      | 1      |
| 11  | Rainer Vossen     | Ducati          | +1 ronde   |      |        |
| 12  | Michel Siméon     | Honda           | +1 ronde   |      |        |
| 13  | Christian Monsch  | Egli-Suzuki     | +1 ronde   |      |        |
| 14  | Peter Bühler      | Kawasaki        | +1 ronde   |      |        |
| 15  | Jim Wells         | Honda           | +1 ronde   |      |        |
| 16  | Mick Jeffreys     | Kawasaki        | +2 ronden  |      |        |
| 17  | Wim van Maris     | Kawasaki        | +2 ronden  | 21   |        |
| 18  | Howard Lees       | Honda           | +2 ronden  |      |        |
| 19  | Gerry van Rooyen  | Honda           | +2 ronden  | 26   |        |
| 20  | Alan Cathcart     | Laverda         | +2 ronden  |      |        |
| 21  | Ken Dobson        | Honda           | +2 ronden  |      |        |
| 22  | Gian-Luigi Dones  | Ducati          | +4 ronden  |      |        |
| 23  | Frank Willems     | Ducati          | +5 ronden  |      |        |

#### Niet gefinisht
| Coureur           | Merk                | Oorzaak    | Grid |
| ----------------- | ------------------- | ---------- | ---- |
| Jur Manneveld     | Onbekend            | Motor      | 29   |
| Dirk Brand        | Roadrunner-Kawasaki | Val        | 10   |
| Mark van der Endt | Honda               | Drijfstang | 22   |
| Hans Coster       | Kawasaki            | Motor      | 13   |

#### Niet deelgenomen
| Coureur     | Merk         | Oorzaak  |
| ----------- | ------------ | -------- |
| Rob McElnea | Heron-Suzuki | Blessure |

## Trivia

### Stank voor dank
Hans Spaan had Pier Paolo Bianchi geholpen met het vinden van de juiste afstelling van zijn HuVo-Casal en tijdens de race ook in zijn dienst gereden. Zijn rit met de fabrieks-HuVo kostte hem ongeveer 4.000 gulden: 2.000 gulden van helmenfabrikant Rons omdat hij met een Bieffe-helm moest rijden en de helft van het prijzengeld, dat hij aan het team moest afstaan. Maar Bianchi, die veel geld had meegebracht om met de fabrieks-HuVo te kunnen rijden, had een belangrijke stem en was bang dat Spaan een bedreiging zou gaan vormen in de rest van het seizoen. Hij besliste dat Spaan geen fabrieksmateriaal meer zou krijgen. 

### Gebrek aan gras
Omdat het circuit net vernieuwd was, groeide er nog niet veel gras in het rennerskwartier en moesten veel coureurs hun tenten op het zand opslaan. De organisatie verstrekte wel plastic stroken om het ongemak wat te verminderen, maar één coureur zag meer in de roosters die over de tunnel waren gelegd. Toen hem uitgelegd werd dat die roosters moesten voorkomen dat een gevallen rijder in de tunnel zou vallen legde hij ze terug. 

### Kamervragen
In het kader van de boycot van het apartheidsregime van Zuid-Afrika werden er kamervragen gesteld over de deelname van Mario Rademeyer, terwijl er al jaren dispensatie was verleend aan Zuid-Afrikaanse rijders als Jon Ekerold. 

### Oudste deelnemers
De Busch-Yamaha-zijspancombinatie van Rolf Steinhausen voldeed eigenlijk niet aan het reglement. Het motorblok mocht niet meer dan 160 mm buiten de hartlijn van de achterband liggen, maar in dit geval lag het blok veel verder naar het midden. Niemand protesteerde echter en de keurmeesters keurden de combinatie goed. Daardoor kon men in Assen de oudste deelnemer aan het werk zien, want Bakkenist Wolfgang Kalauch was al 55 jaar oud. Bij de solorijders was de 42-jarige Eugenio Lazzarini de oudste.

### Record aantal overwinningen
De overwinning in de 125cc-race was de vijftiende voor Ángel Nieto in Assen. Daarmee passeerde hij Giacomo Agostini. 

### Honda RS 250 R
Al het hele seizoen deed Honda pogingen om goede prestaties uit de Honda RS 250 R te halen, maar het wou maar niet lukken. Voor deze race kreeg Roland Freymond en nieuw blok met het ATAC-systeem, maar hij kwam ten val.

### Trouwfoto's
Jan Stappenbeld, fotograaf van De Telegraaf, had zeven jaar geleden de trouwreportage van de bruiloft van Boet van Dulmen gemaakt, maar de negatieven waren kwijtgeraakt in de archieven van de krant. Een week voor de TT van Assen kwamen ze per toeval tevoorschijn en van Dulmen kreeg in Assen eindelijk zijn trouwfoto's.
1925 · 1926 · 1927 · 1928 · 1929 · 1930 · 1931 · 1932 · 1933 · 1934 · 1935 · 1936 · 1937 · 1938 · 1939 · 1940–1945 · 1946 · 1947 · 1948 · 1949 · 1950 · 1951 · 1952 · 1953 · 1954 · 1955 · 1956 · 1957 · 1958 · 1959 · 1960 · 1961 · 1962 · 1963 · 1964 · 1965 · 1966 · 1967 · 1968 · 1969 · 1970 · 1971 · 1972 · 1973 · 1974 · 1975 · 1976 · 1977 · 1978 · 1979 · 1980 · 1981 · 1982 · 1983 · 1984 · 1985 · 1986 · 1987 · 1988 · 1989 · 1990 · 1991 · 1992 · 1993 · 1994 · 1995 · 1996 · 1997 · 1998 · 1999 · 2000 · 2001 · 2002 · 2003 · 2004 · 2005 · 2006 · 2007 · 2008 · 2009 · 2010 · 2011 · 2012 · 2013 · 2014 · 2015 · 2016 · 2017 · 2018 · 2019 · 2021 · 2022 · 2023 · 2024 · 2025